# Antonio María Barbieri
Antonio María Barbieri O.F.M.Cap., (ur. 12 października 1892 w Montevideo, zm. 6 lipca 1979 tamże) – urugwajski duchowny katolicki, kardynał, arcybiskup Montevideo.

## Życiorys
Studiował na Papieskim Uniwersytecie Gregoriańskim w Rzymie. Święcenia kapłańskie przyjął 17 grudnia 1921 roku w bazylice patriarchalnej św. Jana na Lateranie w Rzymie. Po powrocie do kraju pełnił wiele odpowiedzialnych funkcji w zakonie kapucynów. 6 października 1936 roku Pius XI mianował go biskupem tytularnym Macra i arcybiskupem koadiutorem archidiecezji Montevideo z prawem następstwa. Sakrę biskupią przyjął 8 listopada 1936 roku w bazylice archikatedralnej w Montevideo z rąk abp. Filippo Cortesi nuncjusza apostolskiego w Urugwaju. 20 listopada 1940 roku został arcybiskupem metropolitą Montevideo. Jan XXIII na konsystorzu 15 grudnia 1958 roku wyniósł go do godności kardynalskiej z tytułem prezbitera San Crisogono. Uczestnik konklawe w 1963 roku. 17 listopada 1976 roku zrezygnował z zarządzania archidiecezją Montevideo. Był pierwszym kardynałem pochodzącym z Urugwaju. Zmarł w Montevideo i pochowano go w bazylice archikatedralnej w Montevideo.